# Scranton (U-Boot)
Die USS Scranton (SSN-756) ist ein Atom-U-Boot der United States Navy und gehört der Los-Angeles-Klasse an. Sie ist benannt nach der Stadt Scranton in Pennsylvania.

## Geschichte
Der Auftrag über SSN-756 wurde im November 1984 an die Newport News Shipbuilding vergeben. Auf der Werft in Newport News, Virginia wurde im August 1986 der Kiel des Bootes gelegt. Nach fast drei Jahren im Trockendock lief die Scranton vom Stapel, ihr Taufpate war Sarah McDade. Die Indienststellung des Bootes fand am 26. Januar 1991 statt.
Die Scranton war das erste bei NNS in Modulbauweise gefertigte U-Boot. Dabei findet keine Kiellegung mehr statt, stattdessen werden einzelne Sektionen fast fertig ausgerüstet und dann zusammengeschweißt. Auch fand bei Scranton kein herkömmlicher Stapellauf mehr statt, sondern das Boot wurde im Trockendock aufgeschwommen.
1995/1996 diente die Scranton als Geleitschutz für die George Washington bei ihrem Einsatz im Mittelmeer und dem Persischen Golf, wo sie an Operation Southern Watch teilnahm. 2001 tauchte die Scranton durch vier Fuß dickes Eis am Nordpol auf. 2005 nahm sie an einer gemeinsamen Übung mit der Marine Pakistans teil.
2006 diente die Scranton als Testplattform für das Long-Term Mine Reconnaissance System, ein Autonomous Underwater Vehicle zur Suche nach Seeminen. 2007 verlegte das U-Boot als Geleitschutz der Bataan in den Persischen Golf. 2008 führte das U-Boot die Zertifizierung für digitale Seekarten durch, wie sie im Smart Ship Project erprobt worden waren. 2009 verlegte die Scranton mit der Dwight D. Eisenhower. Im Januar 2011 folgte die nächste Einsatzfahrt in europäische Gewässer. Während des Bürgerkriegs in Libyen fuhr die Scranton vor der Küste des nordafrikanischen Landes und feuerte am 19. März im Rahmen der Operation Odyssey Dawn Marschflugkörper vom Typ UGM-109 Tomahawk auf libysche Ziele ab.